# Rajd Cordatic 1970
Rajd Cordatic 1970 (9. Cordatic Rallye 1970) – 9. edycja rajdu samochodowego Rajd Cordatic rozgrywanego na Węgrzech. Rozgrywany był od 28 do 29 sierpnia 1970 roku. Była to czwarta runda Rajdowego Pucharu Pokoju i Przyjaźni w roku 1970 oraz jedna z rund Rajdowych Mistrzostw Węgier w roku 1970.

## Klasyfikacja rajdu
| Miejsce                                  | Kierowca                       | Pilot                          | Samochód                       | Wynik                          | Strata                         |                                |
| Klasyfikacja generalna i CoPaF           | Klasyfikacja generalna i CoPaF | Klasyfikacja generalna i CoPaF | Klasyfikacja generalna i CoPaF | Klasyfikacja generalna i CoPaF | Klasyfikacja generalna i CoPaF | Klasyfikacja generalna i CoPaF |
| ---------------------------------------- | ------------------------------ | ------------------------------ | ------------------------------ | ------------------------------ | ------------------------------ | ------------------------------ |
| 1.                                       | Attila Ferjáncz                | Jenő Zsembery                  | Renault 8 Gordini              | 37                             | 0.0                            |                                |
| 2.                                       | Jaroslav Jelínek               | Jan Soukup                     | Škoda 110 L Rallye             | 1:04                           | +27                            |                                |
| 3.                                       | Miloš Vodseďálek               | Oto Landecký                   | Škoda 110 L                    | 1:12                           | +35                            |                                |
| 4.                                       | Zdeněk Válek                   | Amálie Válková-Chroboková      | Škoda 110 L                    | 4:48                           | +4:11                          |                                |
| 5.                                       | Ferenc Kelemen                 | Károly Pulváry                 | Polski Fiat 125p               | 5:10                           | +4:33                          |                                |
| 6.                                       | László Morvay                  | Lajos Zsombok                  | Steyr Puch                     | 5:17                           | +4:40                          |                                |
| 7.                                       | Robert Mucha                   | Zbigniew Dziadura              | Polski Fiat 125p               | 6:40                           | +6:03                          |                                |
| 8.                                       | Wiesław Mrówczyński            | Andrzej Komorowski             | Polski Fiat 125p               | 6:52                           | +6:15                          |                                |
| Klasyfikacja Rajdowych Mistrzostw Węgier |                                |                                |                                |                                |                                |                                |
| 1.                                       | Attila Ferjáncz                | Jenő Zsembery                  | Renault 8 Gordini              | 37                             | 0.0                            |                                |
| 2.                                       | Ferenc Kelemen                 | Károly Pulváry                 | Polski Fiat 125p               | 5:10                           | +4:33                          |                                |
| 3.                                       | László Morvay                  | Lajos Zsombok                  | Steyr Puch                     | 5:17                           | +4:40                          |                                |